# Dinny Pails
Dennis „Dinny“ Pails (* 4. März 1921 in Nottingham, England; † 22. November 1986 in Sydney) war ein australischer Tennisspieler. Er gewann das Herreneinzel bei den Australischen Meisterschaften 1947, als er im Endspiel John Bromwich in fünf Sätzen besiegte.

## Karriere
In den Jahren 1937 (mit John Bromwich), 1938 (mit Bill Sidwell) und 1940 (mit William Edwards) gewann Dinny Pails die Doppelkonkurrenz des Juniorenwettbewerbs der Australian Championships. Außerdem wurde er 1940 auch im Einzel Juniorenmeister.
Im Jahr 1946 feierte Pails seinen größten Erfolg im Doppel, als er mit Geoff Brown in Wimbledon das US-amerikanische Duo Tom Brown und Jack Kramer schlug.
Ab 1937 trat Pails bei den Australian Championships an. Bevor das Turnier aufgrund des Zweiten Weltkriegs ausgesetzt wurde, war sein bestes Ergebnis war die Viertelfinalteilnahme im Jahr 1940. Bei der ersten Auflage nach dem Weltkrieg erreichte er 1946 das Finale gegen John Bromwich, welches er in fünf Sätzen verlor. Im folgenden Jahr gab es eine Neuauflage des Finales, das Pails in diesem Jahr für sich entschied.
Pails spielte 1946 und 1947 in vier Begegnungen für die australische Davis-Cup-Mannschaft, zwei davon waren das Finalpartien gegen die US-amerikanische Davis-Cup-Mannschaft. Er gewann 3 von seinen 8 Matches.
Im Jahr 1948 wechselte er zu den Profis, die damals getrennt von den Amateuren spielten.

## Finalteilnahmen bei Grand-Slam-Turnieren

### Einzel

#### Turniersiege
| Nr. | Datum           | Turnier                  | Belag | Finalgegner   | Ergebnis                |
| --- | --------------- | ------------------------ | ----- | ------------- | ----------------------- |
| 1.  | 29. Januar 1947 | Australian Championships | Sand  | John Bromwich | 4:6, 6:4, 3:6, 7:5, 8:6 |

#### Finalteilnahmen
| Nr. | Datum           | Turnier                  | Belag | Finalgegner   | Ergebnis                |
| --- | --------------- | ------------------------ | ----- | ------------- | ----------------------- |
| 1.  | 29. Januar 1946 | Australian Championships | Sand  | John Bromwich | 7:5, 3:6, 5:7, 6:3, 2:6 |

### Doppel

#### Finalteilnahmen
| Nr. | Datum        | Turnier                 | Belag | Partner     | Finalgegner           | Ergebnis      |
| --- | ------------ | ----------------------- | ----- | ----------- | --------------------- | ------------- |
| 1.  | 5. Juli 1946 | Wimbledon Championships | Rasen | Geoff Brown | Tom Brown Jack Kramer | 4:6, 4:6, 2:6 |